# 1999 új világörökségi helyszínei
Az UNESCO Világörökség Bizottsága az 1999. november 29. és december 4. között Marrákesben megtartott 23. ülésszakán az alábbi helyszíneket nyilvánította a világörökség részévé:  
| | Cueva de las Manos |
| Argentína |                    |
| Kulturális (III) |                    |
| Védett terület: 600 ha, hivatkozás: 936 |                    |
| A 24 méter hosszú és 10 méter magas barlangban talált rajzok három különböző időszakban i. e. 8000 és i. sz. 1000 között keletkeztek. A Cueva de las Manos (Kezek barlangja) nevét a rajzok között gyakran feltűnő körbefestett emberi kéz negatívjáról kapta. Alkotóik patagóniai vadászó-gyűjtögető népek lehettek. A képeket természetes ásványi festékanyagok például vas-oxid, kaolin segítségével festették a falra. A festmények egy része egymásra helyezett bal kezek többszínű lenyomata, ezen kívül legtöbbször vadászatokat ábrázoltak. A vadászokat egyesével vagy csoportban jelenítették meg, a képek többféle vadászati stratégiát mutatnak be. Az állatokat bekerítették, csapdákba hajszolták, kövekkel és különböző dobófegyverekkel támadták meg. A festmények Dél-Amerika egyik legkorábbi társadalma összetett, fejlett kultúrájának emlékei. |                    |

| | Valdés-félsziget |
| Argentína |                  |
| Természeti (X) |                  |
| Védett terület: 360 000 ha, hivatkozás: 937 |                  |
| Az argentínai Chubut tartományban található Valdés-félsziget partjainál védett tengeri emlősök jelentős egyedszámú populációi élnek. A félszigetet egy átlagosan tizenegy kilométer széles földszoros köti össze a szárazfölddel. Partja több helyen meredeken emelkedve száz méter magas sziklafalakat alkot. A félsziget közelében szaporodik a vadászat miatt a kihalás szélére sodródott déli simabálna, amelynek egy csoportja az év nagy részét itt tölti. A félsziget északi részén egy hatalmas elefántfóka-kolónia él, a déli rész oroszlánfókák szaporodóhelye. A fókákra kardszárnyú delfinek vadásznak, egyedi vadásztechnikájuk alkalmazkodik a tengerpart adottságaihoz. A félsziget madárvilága is jelentős, eddig 181 madárfajt azonosítottak. A szárazföldi emlősök között megtalálhatók a guanakók (egy dél-amerikai teveféle), valamint rágcsálók és rókák. |                  |

| | Graz óvárosa |
| Ausztria |              |
| Kulturális (II)(IV) |              |
| Hivatkozás: 931 |              |
| Az évszázadokon keresztül prosperáló, háborúktól kevésbé sújtott város jól megőrződött történeti magja sok tekintetben kettős arculatú: a Habsburg-uralom alatt álló, ún. monarchikus közép-európai városok szép példája középkori hangulatot árasztó, megkapó zugokkal, egyszerre mediterrán hangulatú és poroszosan szabályos település. A város sokáig a Balkán-félsziget és a mediterráneum nyugati része közötti összekötő kapocs volt. A Várhegyen eredetileg szlovének építettek várat, a későbbi reneszánsz erődítményt Napóleon idejében lerombolták. Az óvárosban több száz épület származik a gótika vagy a reneszánsz korából, közülük az egyik legfontosabb II. Ferdinánd császár reneszánsz mauzóleuma, amelyen már barokk stíluselemek is megfigyelhetők. A város egyetemét 1568-ban alapították, innen indult útjára az ausztriai ellenreformáció. Jelentős emlékek a román kori Szent Egyed-templom, mellette a szintén Szent Egyednek ajánlott késő gótikus dóm III. Frigyes idejéből A várostól három kilométerre található az Eggenberg-kastély. A Pietro de Bomis (Palladio tanítványa) tervei alapján a 17. század első első harmadában épült kastély méretével és lenyűgöző termeivel a késő olasz reneszánsz és barokk építészet jelentős emléke, építtetője Hans Ulrich von Eggenberg herceg volt. |              |

| | Belgium és Franciaország középkori harangtornyai |
| Belgium és Franciaország közös világörökségi helyszíne |                                                  |
| Kulturális (II)(IV) |                                                  |
| Hivatkozás: 943 |                                                  |
| Franciaországban és Németalföldön az egyre befolyásosabb polgárság a középkorban hivalkodó harangtornyok építésével hirdette hatalmát. A helyi földesurak városi tornyai és az egyház fennhatóságát jelképező templomtornyokkal szemben ezek a városi polgárság egyfajta öntudatát fejezték ki, majd az évszázadok során a kereskedővárosok gazdagságának és befolyásának szimbólumai lettek, a feudalizmus és a kora újkor közti átmenet jelképei. Jelentős tornyok állnak Kortrijk, Mechelen, Antwerpen városokban, Tongerenben és Leuvenben a főtemplomok tornyaiban városi jelzőharangok is vannak, Aalst városházája mellett pedig a 13. század első harmadából való torony áll. Még régebbi Tournai harangtornya, ami 1187-ben épült. 1999-ben Flandria és Vallónia 32 tornya került fel a listára, ezt követte 2005-ben Gembloux harangtornya a Vallon-régióból és a Franciaország északkeleti részében fekvő Nord-Pas-de-Calais és Picardie tartományok 23 harangtornya. |                                                  |

| | Diamantina városának történelmi központja |
| Brazília |                                           |
| Kulturális (II)(IV) |                                           |
| Védett terület: 28,5 ha, hivatkozás: 890 |                                           |
| A Minas Gerais államban, hegyvidéki tájban fekvő Diamantina a gyémánt- és aranybányászatnak köszönhette fellendülését, jelentős kereskedelmi és kulturális központtá fejlődött. A gyémántkitermelés 1731-ben kezdődött, a település 1771 és 1845 között a korona közvetlen ellenőrzése alatt állt. A dél-afrikai bányászat fellendülése után a 20. század elején megszűnt a kitermelés. Diamantinát egy középkori portugál kisváros mintájára alakították ki és harmonikusan illeszkedik a meredek, hegyvidéki tájba. Épületei – hasonlóan a korabeli brazíliai bányásztelepülésekhez – barokk stílusúak, illetve a portugál manierista építészettel mutatnak rokonságot. A templomok és házak homlokzata általában egyszerű, legtöbbször színes ablakokkal és ereszekkel díszítették ki. A város jelentős épülete az 1835-ben épült régi vásárcsarnok, a kék-fehér gyalogoshíd, a székesegyház, valamint a közelében álló faragott szökőkút. Ezen kívül figyelemre méltóak a Rua do Burgalhan házai és a város 18. századi templomai is. |                                           |

| | Costa do Descobriment Felfedezés Partja Esőerdő Rezervátum |
| Brazília |                                                            |
| Természeti (IX)(X) |                                                            |
| Védett terület:111 930 ha, puffer zóna: ha, hivatkozás: 892 |                                                            |
| A védett terület ami északon Bahia államtól, délen a Rio Grande do Sulig húzódik, nyolc, összesen 1 120 négyzetkilométeres trópusi és szubtrópusi erdőkkel, szavannákkal, mangroveerdőkkel borított rezervátumból áll. Az erdők főleg 20-30 méter magas ernyőfákból állnak, itt található a legtöbb fafajta a világon és a brazilfa legnagyobb populációja is. A kutatások szerint van az erdőnek olyan része, ahol egy hektáron 458 fafaj él, és itt teremnek a világ legnagyobb paradiókészletei is. A terület számos őshonos faj otthona, és a fajok megóvásának szempontjából fontos folyamatok is tanulmányozhatók benne. A világörökségi helyszínhez az atlanti-óceáni esőerdők északi részéhez tartozó erdőségek és bozótrezervátumok tartoznak, ezek az unai és sooretamai Reservas Biologicas, a Particulares de Patrimonio Natural, Veracruz, Linhares és Pau Basil három nemzeti parkja, valamint a Monte Pascoal és a Descobrimento védett területek. |                                                            |

| | Atlanti-parti Esőerdő Rezervátum |
| Brazília |                                  |
| Természeti (VII)(IX)(X) |                                  |
| Védett terület: 468 193 ha, puffer zóna: 1 223 557 ha, hivatkozás: 893 |                                  |
| A védett területen összesen huszonöt rezervátumban 5 000 négyzetkilométeren élnek Brazília legszebb és szinte csonkítatlanul fennmaradt atlanti-óceáni esőerdői. A táj változatos, az erdők mellett alföldi nedves élőhelyekből, hegytömbökből és dűnékből álló parti szigetekből folyókból, vízesésekből és sekély mocsarakból áll. Egyes részein hektáronként több mint 450 fafajt jegyeztek fel. Az erdők a jégkorszak óta részlegesen izoláltak, ezért magas az itt élő endemikus fajok aránya, ami a fajok 70, a főemlősök 85 az emlősök 39 százaléka. A növénytani sokféleség az Amazonasnál találhatót is meghaladja. Ez a világ egyik legveszélyeztetettebb ökoszisztémájának része, az eredeti erdőknek mára már csak a 7 százaléka maradt meg. Védett és veszélyeztetett állatai a jaguár, az ocelot, az őserdei kutya, az óriásvidra, pókmajomfélék, a barna bőgőmajom és a hangyász. Az itt élő madárfajok számát 350 körülire becsülik. |                                  |

| | Guanacaste Természetvédelmi Terület |
| Costa Rica |                                     |
| Természeti (IX)(X) |                                     |
| Védett terület: 147 000 ha, hivatkozás: 928 |                                     |
| Az ország északnyugati részén, a Csendes-óceántól az atlanti parti síkságig húzódó 1000 négyzetkilométeres térség három nemzeti parkból és több kisebb védelem alá vont területből áll. 105 kilométer hosszan húzódik, magába foglalja a Kordillerák guanacastei vonulatát három tűzhányóval (közülük a Rincon de la Vieja ma is aktív), a környező alföldeket, a parti síkságokat, valamint homokos partszakaszokat, lápvidékeket, sziklás partokat és szigeteket. Tengerszint feletti magassága 0 és 2000 méter között változik. Ennek következtében növényzete több részre oszlik, mangroveerdőkre, trópusi esőerdőre és trópusi száraz erdőségekre. Itt található Közép-Amerika utolsó érintetlen trópusi száraz erdősége. A többfajta természetes élőhely segíti a biológiai sokféleség megőrzését. A változatos ökoszisztéma két erősen veszélyeztetett faj az olajzöld fattyúteknős és a kérgesteknős védett élő- és szaporodóhelye. A nemzeti park tengerben fekvő része partközeli általában lakatlan szigetekből, homokos és sziklás partokból, valamint vizes élőhelyekből, mocsarakból áll. |                                     |

| | Litomyšl kastély |
| Csehország |                  |
| Kulturális (II)(IV) |                  |
| Védett terület: 4,25 ha, puffer zóna: 118,13 ha, hivatkozás: 901 |                  |
| A Litomyšl kastély a 16. században épült itáliai hatásra. A fényűző reneszánsz palota az árkádos vártípus cseh területeken továbbfejlesztett változatának egyik képviselője. Tervezésében és építésében több észak-itáliai művész is részt vett. A 18. században barokk épületelemekkel egészítették ki és egy színházzal bővítették ami egyike volt Csehország legkorábbi színházainak és ma is a kastély egyik leghíresebb belső tere. A négyszárnyú épületet egy belső udvar köré alakították ki, a bővítések nyomán végigkövethető rajta a közép-európai főnemesi rezidenciák építészetének fázisai. Egységes homlokzatát árkádsorok, reneszánsz oromzatok, sgraffito díszítések és napórák egészítik ki. A kastélyban jelenleg zenei fesztiválokat is rendeznek és múzeum is működik benne. Kiszolgáló épületei is épségben maradtak fenn, a sörfőzde eredetileg a kastély kicsinyített másaként épült meg barokk és neoklasszicista díszítőelemekkel. |                  |

| | Orkney-szigetének neolitikus építményei |
| Egyesült Királyság |                                         |
| Kulturális (I)(II)(III)(IV) |                                         |
| Védett terület: 15 ha, puffer zóna: 6,258 ha, hivatkozás: 514 |                                         |
| A helyszínen számos újkőkorszaki építmény maradványai találhatók, amelyek közül a legfontosabbak Skara Brae település, Maes Howe sírhely, illetve a Stennessi és Brodgari körök. A feltárt maradványok i. e. 3000 és i. e. 2000 közé datálhatók. Az emlékek egy, az i. e. 3. évezredben élt, észak-európai újkőkori nép kultúráját, mindennapjait és hiedelemvilágát mutatják be. A lelőhelyek jelentős részét még nem tárták fel, így feltételezhető, hogy még újabb temetkezési helyek és településrészek kerülnek elő. Az i. e. 2500 körül épült Maes Howe sírhalom Európa legnagyobb és legjobb állapotban megmaradt sírhalma. Átmérője meghaladja a harminc métert, a viking időkben kifosztott sírkamrához egy tizenkét méter hosszú alagút vezet. Brogdar körülbelül száz méter átmérőjű kőköre eredetileg hatvan kőből állt, ebből ma már csak huszonhét kő látható. Ezek némelyike több mint négy méter magas. A mindennapi életről Skara Brae kőkunyhói tanúskodnak. Ezt tekintik a világon a legjobb állapotban fennmaradt neolitikus településnek. Kőből készült bútorai is megmaradtak és leletanyaga is kivételesen gazdag. |                                         |

| | iSimangaliso Vízi Rezervátum |
| Dél-afrikai Köztársaság |                              |
| Természeti (VII)(IX)(X) |                              |
| Védett terület: 239 566 ha, hivatkozás: 914 |                              |
| A vízi rezervátum (korábban Great St. Lucia Wetland Park néven ismert terület) Afrika legnagyobb és legváltozatosabb folyótorkolati vidéke. Az ország északkeleti részén fekvő 2500 négyzetkilométeres védett terület változatos felszínformákból és élőhelyekből áll. Megtalálhatók itt korallzátonyok, dűnékkel tagolt homokos tengerpartok, mocsarak és tórendszerek. A park központi része a 350 négyzetkilométeres St. Lucia-tó és az Hluhluwe-folyó mocsárvidéke. Jelentős területeket foglalnak el a füves térségek is ahol Afrika csaknem összes nagyvadja megfigyelhető, köztük az orrszarvú és a leopárd. A park védett élőhelyein látható Afrika legnagyobb krokodil-populációja és számos víziló is. A mocsaras térség, a kiterjedt nád-, és papirusztelepek több mint 400 madárfajnak, köztük pelikánoknak, kanalasgémeknek és halászsasoknak adnak otthont. A homokos partszakaszokon tengeri teknősök találnak élőhelyet, az erdős részeken majmok találhatók. A parton jelentős árapály jelenség figyelhető meg, az itt kialakult korallzátonyok a legdélebbiek között vannak a világon. |                              |

.
| | Sterkfontein, Swartkrans, Kromdraai őskori emberi lelőhelyei |
| Dél-afrikai Köztársaság |                                                              |
| Kulturális (III)(VI) |                                                              |
| Hivatkozás: 915 |                                                              |
| Sterkfontein, Swartkrans, Kromdraai és a környékükön lévő barlangok a világ legjelentősebb ősember kutatási lelőhelyei közé tartoznak. A helyszín része még a Taung mészkőbánya is, ahol 1924-ben fedezték fel azt az Australopithecus africanus emberelődhöz tartozó maradványt, ami Taungi gyermek néven vált világhírűvé. Jelentős maradványok kerültek elő a Sterkfontein-barlangból is köztük az Australopithecus eddig ismert egyik legépebb koponyadarabja. A barlangokban olyan emberi tevékenységekre utaló nyomokat is találtak, amelyek megközelíthetőleg 3,6 millió évesek. A leletek bebizonyították, hogy az emberiség kialakulásának időtartama több mint 3 millió év volt (a tüzet 1,8 millió évvel ezelőtt kezdték használni) és jelentős mértékben hozzájárulnak az emberiség eredetének és evolúciójának meghatározásához. A feltárt fosszíliák segítségével a korai előemberek (főleg a Praeanthropus), felépítése és életmódja is tanulmányozható. |                                                              |

| | Robben-sziget |
| Dél-afrikai Köztársaság |               |
| Kulturális (III)(VI) |               |
| Védett terület: 475 ha, hivatkozás: 916 |               |
| A Fokvárostól 11 kilométerre fekvő sziget alső lakosai a feltételezések szerint 1525-ben itt partra tett portugál hajósok voltak. A 17. és a 20. század között többféle célra használták, volt börtön, kórház és katonai bázis is. Megfordultak itt rabszolgák, dél-afrikai népek vezetői, hadifoglyok és a gyarmati, valamint apartheid rendszer ellen küzdők is. 1846 és 1931 között kórházként funkcionált, 1936-tól az ötvenes évekig a hadsereg tulajdonában volt mint kiképzőbázis, majd 1961-ben az apartheid rezsim politikai foglyok szigorított börtönévé alakíttatta át. A legismertebb politikai fogoly Nelson Mandela volt, aki két évtizeden keresztül raboskodott a szigeten. Az utolsó foglyok 1991-ben hagyták el a börtönt, ezután bezárták és 1996-ban múzeummá alakítottak át. A dél-afrikai parlament az épületegyüttest nemzeti műemlékké nyilvánította, a börtön a demokráciának és a szabadságnak az elnyomás és rasszizmus fölött aratott győzelmének szimbóluma lett. |               |

| | Santa Ana de los Ríos de Cuenca történelmi központja |
| Ecuador |                                                      |
| Kulturális (II)(IV)(V) |                                                      |
| Védett terület: 224,1 ha, puffer zóna: 1837 ha, hivatkozás: 863 |                                                      |
| Ecuador harmadik legnagyobb városát, az ország déli részén, az Andok hegycsúcsai között 2595 méter magasan fekvő települést spanyol hódítók alapították 1557-ben. Már a spanyolok megérkezése előtt is jelentős cañari, később pedig inka központ volt, de ekkorra már elhagyatottan, romokban hevert. A várostervezés során követték V. Károly spanyol király harminc évvel korábban kiadott szigorú várostervezési rendeletének előírásait, és Cuenca a mai napig megőrizte merőleges utcahálókból kirajzolódó, egy központi tér köré kialakított nyolcszögletű alaprajzát. A környék egyik fontos mezőgazdasági és közigazgatási központjává fejlődött, gazdasági fellendüléséhez hozzájárult az egzotikus áruk exportja is. A település arculatát a 19. századi fellendülés idején modernizálták. Jellegzetes városképéhez hozzátartoznak a macskaköves utcák és a világos színűre festett koloniális házak. Főtere a Plaza Abdon Calderon köré építették az 1557-ben alapított Régi székesegyházat alacsony harangtornyával, majd később vele szembe emelték az Új Székesegyházat. A város jelentős épületei közé tartozik az 1559-ben létrehozott La Concepcion-zárda, valamint az 1682-ben befejezett Las Carmelitas Descalzas-zárda, mindkettő a spanyol barokk gyarmati építészet kiemelkedő példái. |                                                      |

| | Sammallahdenmäki bronzkori temetője |
| Finnország |                                     |
| Kulturális (III)(IV) |                                     |
| Hivatkozás: 579 |                                     |
| Sammallahdenmäki bronzkori temetője Finnország legnagyobb és legszebb állapotban fennmaradt őskori temetője. A Rauma közelében található harminchárom halomsír közül huszonnyolc a bronzkorra datálható. A sírhalmok csoportokban helyezkednek el egy hétszáz méter hosszú, keskeny hegygerincen. A hely feltételezhetően egy napimádó kultusz szertartáshelye volt ahonnan zavartalan kilátás nyílt a tengerre és a Napot sem takarták el tájelemek. A nagy kiterjedésű temetőben a sírhalmokat egymásra hordott gránittömbök és sziklák alkotják. Háromféle sírtípust azonosítottak, vannak közöttük alacsony kőhalmok, nagy, dombszerű halmok és kör alakú körbefalazott síremlékek. A sírok belsejében sírkamrákat alakítottak ki, amelyeket kőlapokkal határoltak. Ezekben az üregekben elszenesedett csontmaradványokat és faszenet tártak fel. A sírhalmok betekintést nyújtanak a bronzkori észak-európai temetkezési szokásokba, a társadalmi viszonyokba és a kor vallásába amelyben központi szerep jutott a tenger és a Nap misztikus kapcsolatának. |                                     |

| | Saint-Émilion hegyközség |
| Franciaország |                          |
| Kulturális (III)(IV) |                          |
| Védett terület: 7 847 ha, puffer zóna: 5 101 ha, hivatkozás: 932 |                          |
| A világörökségi helyszínhez Saint-Émilion mellett még hét kisebb település tartozik. A Santiago de Compostelába vezető egyik zarándokút közelében fekvő térség ma is működő borvidék. A területen a rómaiak honosították meg a szőlőtermesztést ami a középkorban is jelentős bevételt biztosított az itt élőknek. A 18. századtól kiváló bortermelő körzetként tartották számon, a 19. század végén itt alapították meg szőlősgazdák első érdekvédelmi szervezetét. Maga a település a 8. században kezdett kialakulni egy Emilion nevű szerzetes remetelaka körül. A város történelmi épületei közül a legfontosabbak a remete sírja közelében épült sziklatemplom az Église Monolithe, a 13. századi Szentháromság-kápolna, és egy szintén középkori kolostor. A városnak egy időben törvényszéki jogcíme is volt, ezt a 12. századi angol uralom idején nyerte el. |                          |

| | Puerto-Princesa Föld Alatti Folyó Nemzeti Park |
| Fülöp-szigetek |                                                |
| Természeti (VII)(X) |                                                |
| Védett terület: 22 202 ha, hivatkozás: 652 |                                                |
| A nemzeti park a Palawan sziget fővárosától, Puerto Princesától 80 kilométerre északra helyezkedik el, legfőbb nevezetessége a földalatti folyórendszer, a világ legnagyobb földalatti hajózható folyójával. A 8,2 kilométer hosszú földalatti folyórendszer 4 kilométeres szakasza hajózható. A földfelszíni szakasz nélkül közvetlenül ömlik a tengerbe, ezért ki van téve az árapály hatásának. Az idők során a folyó egy hatalmas barlangrendszert alakított ki, a barlangok magassága elérheti a 60, szélessége a 120 métert. A lekerekített formákat mutató mészkő hegylánc észak-déli irányba húzódik, a barlangokban különleges formájú sztalagmit és sztalaktit kőalakzatok találhatók. A barlangrendszer egy hatalmas grottában ér véget. A földfelszíni táj szinte zavartalanul őrizte meg korábbi biológiai sokféleségét. Itt található Ázsia egyik legjelentősebb erdősége, valamint a hegyvidéktől a tengerig húzódó változatos ökoszisztémák. |                                                |

| | Vigan történelmi városa |
| Fülöp-szigetek |                         |
| Kulturális (II)(IV) |                         |
| Hivatkozás: 502 |                         |
| A Fülöp-szigetek északnyugati részén fekvő 1574-ben alapított település a spanyol gyarmatbirodalom egyik legszebb fennmaradt városa Ázsiában. Bár jelentősége mindig is kisebb volt mint Maniláé hamar kereskedelmi központtá fejlődött. Főleg Kínával, de Mexikón keresztül Európával is kereskedtek. Építészete a spanyol gyarmati városi stílus egyik kiemelkedő példája, amelyet európai, fülöp-szigeteki és kínai hatások is értek. Ennek következtében egy jellegzetes stílusú és összképű város jött létre. Épületei szinte eredeti állapotban maradtak fenn, a településen kevés átépítés történt és komolyabb háborús károkat sem szenvedett. Szerkezete sakktáblára hasonlít, ami jellemző volt a spanyol gyarmatvárosokra. Jellegzetes épületei a tömör téglafalú uradalmi házak és a padlólapokkal burkolt udvarok. A legjobb állapotban megmaradt gyarmati épületeken erőteljes kínai hatás ismerhető fel. A település legfontosabb épületei a Plaza Salcedo-tér körül állnak, köztük a 18. századi érseki rezidencia és a szintén 18. századi Szent Pál-székesegyház.A 16. és a 19. század között a város kikötőjében tengerjáró hajókat is fogadni tudtak. Jelenleg a folyók már nem hajózhatók az iszaplerakódások miatt és a város korábbi szigetjellege is megszűnt. |                         |

| | Mükéné és Tirünsz régészeti feltárása |
| Görögország |                                       |
| Kulturális (I)(II)(III)(IV)(VI) |                                       |
| Hivatkozás: 941 |                                       |
| Mükéné és Tirünsz a bronzkori Görögország két legnagyobb Krétán kívül fekvő központja volt. Mindkét város területe már az újkőkorban is lakott volt, később az i. e. 15 és az i. e. 12. század között a Földközi-tenger keleti medencéjében virágzó és a klasszikus görög kultúrára is nagy hatást gyakorló mükénéi civilizáció központjaivá váltak. A mükénéi palota egy dombetetőre épült, és három, kötőanyag nélküli, kőtömbökből épült, úgynevezett küklopfallal vették körül. A romba dőlt épületek túlnyomó többsége az i. e. 13. századból származik. Az „oroszlános kapu” néven ismert főbejárat lapos domborművén két fej nélküli nőstényoroszlán látható. Mögötte a domboldalon számos sírt tártak fel, ezek egyikében találták a jelenleg Athénban őrzött, aranyból készült úgynevezett Agamemnón-maszkot. A többi síremlék közül a legjelentősebbek Aihithosz sírja (i. e. 1500 k.), Klütaimnésztra sírja (i. e. 1220 k.), és az Oroszlános sír (i. e. 1350 k.). A Mükénéhez közel elhelyezkedő Tirünsz leghíresebb látnivalói a szintén küklopfalakkal körbevett erőd és az innen szűk folyosókon megközelíthető palota. A palota az i. e. 15. században élte fénykorát, majd i. e. 1200 körül ismeretlen okból lerombolták. Mindkét városban a 19. század végén kezdődtek a régészeti feltárások Heinrich Schliemann vezetésével. |                                       |

| | Pátmosz szigetének történelmi óvárosa (Hora), a „Teológus” Szent János kolostorral és az Apokalipszis barlanggal |
| Görögország | |
| Kulturális (III)(IV)(VI) | |
| Hivatkozás: 942 | |
| Pátmosz szigetének legfontosabb műemlékei, az értékes könyvtárral rendelkező Szent János-kolostor és az Apokalipszis-barlang az ide száműzött Szent János emlékét őrzik. A hagyomány szerint János evangélistának a barlangban támadt az a látomása, amit megírt a jelenések könyvében. Az evangélistának szentelt kolostort 1088-ban alapították I. Alexiosz bizánci császár parancsára. A fontos görög ortodox zarándokközpont helyén korábban egy Artemisz-szentély állt. A ma is látható, sötét kőből épült, inkább várra, mint kolostorra emlékeztető épület a 17. században kapta jelenlegi formáját. Könyvtárán kívül figyelemre méltóak jó állapotban megmaradt falfestményei és jelentős műkincsgyűjteménye. A kolostor vallási szertartásai sz ókeresztény idők óta nem sokat változtak, egyike azon kevés helyeknek, ahol kora középkori rítusokat még ma is változatlan formában celebrálnak. Az Apokalipszis-barlangot, ahol a legenda szerint Szent János a jelenések könyvét írta templommá alakították át. | |

| | Beemster-polder |
| Hollandia |                 |
| Kulturális (I)(II)(IV) |                 |
| Védett terület: 7 208 ha, hivatkozás: 899 |                 |
| A polderek olyan a tengertől elhódított területek, amelyeket gátak, malmok, szivattyúk összetett rendszere óv meg a folyamatos árvizektől. A 17. század elejétől kialakuló Beenster polder az elsők között volt, amelyet sikerült hasznosítani. Ahogy a szivattyúzási technikák folyamatosan fejlődtek úgy sikerült egyre nagyobb földterületet vízmentesíteni. Korábban szélmalmokkal hajtották meg a vízikerekeket, később gőzgéppel, a 20. század egy részében dízelolajjal, jelenleg pedig egy teljesen automatizált elektromos rendszerrel. A 17. században a lecsapolást követő évtizedekben tervszerűen építették be a területet, ami fokozatosan benépesült. Mai, földekből, utakból, csatornákból, gátakból, legelőkből, falvakból, tanyákból, kisebb városokból álló képe még mindig őrzi klasszikus tájrendező elvek szerint kialakított szigorú elrendezését. A polder kialakításakor alkalmazott technikai újítások jelentős hatással voltak európai és más árvízmentesítő munkálatokra. |                 |

| | Indiai hegyi vasutak |
| India |                      |
| Kulturális (II)(IV) |                      |
| Védett terület: 88,99 ha, puffer zóna: 644,88 ha, hivatkozás: 944 |                      |
| A világörökségi helyszínhez három ma is működő keskeny nyomtávú hegyi vasút tartozik, ezek a Nilgiri hegyi vasút, a Dardzsiling-Himalája vasút és a Kalka-Simla vasút. A merész és ötletes mérnöki megoldásokkal létrehozott vasutak a 19. század vége felé és a 20. század elején épültek. Az 1881-ben megnyitott Dardzsiling-Himalája vasút több mint kétezer méter szintkülönbséget győz le, és a magashegyi személyszállításnak az egyik legkorábbi példája volt. Dardzsiling a vasútvonalnak is köszönhette, hogy India egyik legjelentősebb teatermesztő vidékévé vált. A Tamilnádu államban lévő 1908-ban átadott Nilgiri vasútvonal 46 kilométer hosszú vonala a Kék-hegységben elszigetelten élő toda őslakosokat kötötte össze központibb területekkel. Az akkor legmodernebb technikával készült vasútvonal pályája 2203 métert emelkedik. A 20. század elejétől működő 96 kilométer hosszú Kalka-Simla vonalat a Himácsal Prades államban lévő Kalka várost köti össze a „Brit India nyári fővárosával” a 2000 méter magasan fekvő Simlával. |                      |

| | Lorentz Nemzeti Park |
| Indonézia |                      |
| Természeti (VIII)(IX)(X) |                      |
| Védett terület: 2 350 000 ha, hivatkozás: 955 |                      |
| Új-Guinea biológiai sokféleségének kiemelkedő példája a Lorentz, a világ egyik leginkább ökológiailag változatos nemzeti parkja. A 25 000 négyzetkilométeres védett terület két kontinentális kéreglemez találkozásánál fekszik ahol jelenleg is hegységképződési folyamatok zajlanak és a gleccserek is jelentős mértékben alakítják a tájat. A térség egyike az Egyenlítő melletti három olyan területnek ahol a hegycsúcsokat állandóan hó fedi. A park területén emelkedik Új-Guinea legmagasabb pontja, a Puncak Jaya 4884 méteres tengerszint feletti magasságával. Állat- és növényvilága rendkívül változatos sok őshonos fajjal. Az itt található élőlények egy része még tudományos besorolásra vár. Az ázsiai-csendes-óceáni térségben ez az egyetlen természetvédelmi terület, amely a tengeri területeken, a mangrovékon, az árapály- és édesvízi mocsári erdőkön, az alföldi és a hegyi esőerdőn, az alpesi tundrán és az egyenlítői gleccsereken átívelő ökoszisztémák változatosságát foglalja magába. |                      |

| | Nikkó szentélyei és templomai (Futaraszani szentély, Rinnódzsi, Nikkó Tósó-gú) |
| Japán |                                                                                |
| Kulturális (I)(IV)(VI) |                                                                                |
| Védett terület: 50,8 ha, puffer zóna: 373,2 ha, hivatkozás: 913 |                                                                                |
| A Tokiótól 150 kilométerre északra, az azonos nevű nemzeti park bejáratánál fekvő település harmonikus természeti környezetben fekvő templomai és szentélyei évszázadok óta szent helynek számítanak. Legkorábbi fennmaradt templomai a 8 – 9. századból valók, a Rinnódzsi-templom 8. századi, míg a Három Buddha Csarnoka 848-ban épült. A helyszín egyik legfontosabb része a Nikko Tóso-gú-szentély, amelyet Tokugava Iejaszu sógun temetkezési helyéül választott. A saját tervei alapján unokája idején elkészült mauzóleumot 1634 és 1636 között mindössze két év alatt építették fel tizenötezer kőműves és művész közreműködésével. A szentélykörzetet három kapun keresztül lehet megközelíteni. A vörösre festett épületeken a legjelentősebb japán művészek dolgoztak, ezen kívül három olyan kertet is kialakítottak benne amely buddhista és sintoista díszítőelemeket ötvöz. |                                                                                |

| | Miguasha Nemzeti Park |
| Kanada |                       |
| Természeti (VIII) |                       |
| Védett terület: 87,3 ha, puffer zóna: 775 ha, hivatkozás: 686 |                       |
| A Québec tartományban a Gaspé-félsziget déli található őslényleleteiről híres park a világ legjelentősebb devon kori kövületeinek lelőhelye. Egyedülálló módon illusztrálja a „halak korának” élővilágát és a leletek kivételesen jó állapota miatt is jelentős lelőhely. Miguashát és az Escuminac sziklaalakzatot 1985-ben nyilvánították védett területnek, azóta több mint 5000 kövületet azonosítottak a helyszínen. Egyes esetekben a lágy testrészek – kopoltyúk, emésztőszervek, a csontváz porcos részei – is felismerhetőek. A kövületek között vannak gerinces és gerinctelen állatok, ezen kívül növények és spórák maradványai is. Legismertebb leletei az izmosúszójú halak egyik kihalt fajának maradványai. A körülbelül 370 millió évvel ezelőtt élt állatnak már kezdetleges tüdeje is volt. Ennek és erőteljes csontvázának köszönhetően valószínűleg rövid időszakokra már a szárazföldre is kimerészkedett. A lelőhelyen a felső-devon kor halosztályai közül ötnek találták meg a maradványait. |                       |

| | Dacu sziklafaragványai |
| Kína |                        |
| Kulturális (I)(II)(III) |                        |
| Védett terület: 20,41 ha, puffer zóna: 211,12 ha, hivatkozás: 912 |                        |
| A Csungkingtől 100 kilométerre található Dacu sziklafaragványai a kínai sziklafaragó művészet csúcspontjának tekinthetők. Az északi sziklatemplomoktól eltérően a szobrokat nem üregekben alakították ki, hanem egy körülbelül 500 méter hosszú 7-30 méter magas függőleges sziklafalból vésték ki. A legkorábbi szobrok a Tang-dinasztia uralkodásának elejére, i. sz. 650 körülre datálhatók, a legtöbb a 9. század vége és a 13. század vége között készült. Alkotóik az indiai buddhizmus, valamint a kínai taoista és konfucianista gondolkodás ötvözésével csodálatos képi világot hoztak létre. Összesen mintegy tízezer faragvány ismert, a legnagyobb közülük egy 31 méter hosszú fekvő Buddha. A faragásoknak több mint a fele a tantrikus buddhizmus tanait hirdeti. A legtöbb szobor a Buddhát ábrázolja legtöbbször egyszerű szerzetesi öltözékben. Az alakok között megtalálható bodhiszattvák is, valamint más őrző istenségek, a többi jelenet egy része a buddhista mennyországot és poklot ábrázolja, és megjelennek a mindennapi életből vett világi témák is. Ez utóbbiak fontos információforrások a korabeli életmód tanulmányozásához. |                        |

| | Vuji-hegy |
| Kína |           |
| Vegyes (III)(VI)(VII)(X) |           |
| Védett terület: 107 044 ha, puffer zóna: 40 170 ha, hivatkozás: 911 |           |
| A délkelet-kínai Fucsien tartományban emelkedő Vuji-hegy a térség fajokban leggazdagabb élőhelye. Legmagasabb pontján egy érintetlenül megmaradt szubtrópusi ökoszisztéma található ami egyike a világ legkiterjedtebb szubtrópusi területeinek. Átlagos tengerszint feletti magassága alacsony, mindössze 350 méter, ennek köszönhetően a hőmérséklet még télen is kedvező az itt élő mintegy 2500 növényfaj, ötezer rovarfaj és 475 gerinces faj számára. A biológiai szempontból rendkívül jelentős terület számos Kínában őshonos, kihalóban lévő faj élőhelye, köztük a ködfoltos párducé, a kontyos muntyákszarvasé és a kínai óriásszalamandráé. A védett övezet különleges szépségét annak a harminchat sziklacsúcsnak köszönheti amelyek kilenc kanyarulatú tiszta vízű folyójának két oldalán emelkednek. Barlangjai közül az egyik kagyló alakú, tetején egy forrással, a másik csak fél méter széles és száz méter hosszú. A helyszínen a neokonfucianizmus terjedésének bizonyítékai nagyrészt romos állapotban lévő szentélyek és kolostorok is megtalálhatók. Az egykor itt élők befolyása kiterjedt a politikára és filozófiára is és népszerű hely volt a tudósok körében is. |           |

| | Desembarco del Granma Nemzeti Park |
| Kuba |                                    |
| Természeti (VII)(VIII) |                                    |
| Védett terület: 41 863 ha, hivatkozás: 889 |                                    |
| A nemzeti park arról a hajóról kapta a nevét, amelyen 1956-ban Fidel Castro, Che Guevara és társaik partra szálltak Las Coloradasnál. A kubai forradalom több eseménye is kapcsolódik a térséghez. A park a Cabo Cruz (Kereszt-fok) mentén helyezkedik el, a karsztbarlangok, -szurdokok, a tenger szintje alatt és fölött lévő teraszok egyedülálló tengeri tájat alkotnak. Távolabb korallzátonyok, tengerifű- és mangrovetelepek láthatók. A védett terület összesen 400 négyzetkilométer. A parkban eddig azonosított növényfajok száma meghaladja az ötszázat és ez a szám valószínűleg még emelkedni fog. A növényfajok 60 %-a csak itt él. Az állatok közül 13 emlős-, 110 madár- és 44 hüllőfajt dokumentáltak. A parkban régészeti ásatásokat is végeztek, ezek során a prekolumbián Taina-kultúra településeit és rituális célokra használt barlangjait tárták fel. A védett területen találhatók az Atlanti-óceán nyugati partvidékének leglátványosabb parti sziklái is. |                                    |

| | Viñales-völgy |
| Kuba |               |
| Kulturális (IV) |               |
| Hivatkozás: 840 |               |
| A délnyugat-kubai, a Sierra de los Organos területén fekvő 132 négyzetkilométeres Viñales-völgyet magas hegyek zárják körül. Felszínére sziklás kiszögellések jellemzőek, amelyek a völgy aljából emelkednek ki. Ezek a körülbelül 150 millió évvel ezelőtt kialakult sziklák az úgynevezett „mogoték”, amelyek egy azóta már beomlott barlangrendszer maradványai. A völgyből származik a kubai szivargyártáshoz használt dohány, amelyet hagyományos módszerekkel (például állati erőt is alkalmazva) állítanak elő. A dohány mellett banánt, kukoricát és édesburgonyát is termesztenek. A völgyben található tanyák és falvak építészetében felismerhetőek a kubai és más régiók hatásai. Az azonos nevű Viñales falu teljes egészében műemléknek számít, főutcáját faházak szegélyezik. A térségben a gazdálkodás módszerei évszázadok alatt alig változtak, a kultúrtáj a többféle nemzetiségű lakosokból itt kialakult társadalmat tükrözi. |               |

| | Kalwaria Zebrzydowska |
| Lengyelország |                       |
| Kulturális (II)(IV) |                       |
| Védett terület:380 ha, puffer zóna: 2 600 ha, hivatkozás: 905 |                       |
| Az ellenreformáció során egész Európában elterjedtek a kálváriák. A ciszterci rend javaslatára a Mikolaj Zebrzydowski herceg által emeltetett saját kegyhelyet kibővítették, ezután a hely jelentős zarándokhellyé fejlődött. A munkálatok 1600-ban kezdődtek. A herceg Jeruzsálem szent helyeit szerette volna Lengyelországban is létrehozni, ez lett a jeruzsálemi keresztút első itteni másolata. A kálvária építése párhuzamosan haladt számos, a tájban szétszórt kápolna kialakításával, a tájelemeket Jeruzsálem városi helyszíneinek feleltették meg. Az itt létrehozott kolostort 1655-ben kibővítették, hogy helyet biztosítsanak a zarándokoknak, majd 1692 és 1720 között ismét megnagyobbították késő barokk és rokokó stílusban. A szentély a jeruzsálemi Szent Sír-templom mintájára épült, legfontosabb műalkotása nagyméretű orgonája. Az épületegyüttes jelenleg is szinte eredeti formájában áll, máig szent zarándokhely, „Lengyelország Jeruzsáleme” maradt. |                       |

| | Hortobágyi Nemzeti Park |
| Magyarország |                         |
| Kulturális (IV)(V) |                         |
| Védett terület: 74 820 ha, puffer zóna: 199 380 ha, hivatkozás: 474 |                         |
| A kelet-magyarországi Hortobágy pusztája Európa legnagyobb egybefüggő természetes füves térsége. Mielőtt a mongolok és később a törökök felégették az itteni falvakat, erdős térség volt, majd a visszatelepülők állatai letarolták a növényzetet, így alakult ki mai képe. Az 1973-ban létrehozott Hortobágyi Nemzeti Parkhoz a pusztán kívül hozzátartozik a Nagykunság egy jelentős része is. A területen hagyományos állattartást és legeltetést folytatnak, és olyan ősi magyar állatfajtákat tartanak, mint a szürkemarha. A vízfolyások miatt már a 13. században kőhidakat építettek a pusztában, a hidak közül leghíresebb a kilenclyukú híd. A Puszta másik jellegzetes épülettípusa a csárda, ezek a 18. és a 19. században épültek. Ezek a fogadók általában két egymással szemben álló földszintes épületből állnak, amelyben kocsmák, vendégszobák és istállók is voltak. A nemzeti park gondoskodik a puszta egyedi jellegzetességeinek és hagyományainak megőrzéséről. |                         |

| | Xochicalco régészeti műemlékei |
| Mexikó |                                |
| Kulturális (III)(IV) |                                |
| Védett terület: 707,65 ha, hivatkozás: 939 |                                |
| A Cuernavaca közelében található, legnagyobb befolyását a klasszikus kor egy részében (i. sz. 650 – 900 között) elérő település az ország déli és középső részének egyik legfontosabb központja volt. A lelőhelyen felismerhetőek más kultúrák hatásai, fejlődését korábbi központok – Teotihuacan, Monte Albán, Palenque és Tikal – bukása utáni átrendeződés tette lehetővé. A város több dombon épült fel, tervezői magas szintű mérnöki ismeretekkel rendelkeztek. A legfelső szinten terült el a város központja egy központi térrel és mellette álló piramisokkal és középületekkel. A helyszínen ezen kívül sztéléket labdajáték tereket és oltárokat is feltártak ez utóbbiak a naptárrendszerhez kapcsolódhattak. A szinteket lépcsőkből, teraszokból, rámpákból álló bonyolult rendszerrel kötötték össze, és masszív tartófalakat is emeltek. A kiterjedt település nyomait hat másik alacsonyabb dombon is megtalálták. Xochicalco a 10. században elnéptelenedett és később más népcsoportok sem telepedtek meg a területén. |                                |

| | San Francisco de Campeche erődített történelmi városa |
| Mexikó |                                                       |
| Kulturális (II)(IV) |                                                       |
| Védett terület: 181 ha, hivatkozás: 895 |                                                       |
| A Yucatán-félszigeten fekvő Campeche barokk gyarmati kikötővárosát és fontos támaszpontját spanyolok alapították 1540-ben. Történelmi városközpontjában körülbelül ezer épület található. Jó állapotban megmaradt védelmi rendszere, négy bástyával megerősített 2,5 kilométer hosszú 1668 és 1704 között épített hatalmas városfala hatszögletű területet zár be. A védelmi rendszer a 17. és 18. század katonai építészetének egyik jelentős alkotása, az erődökben és bástyákban jelenleg múzeumok működnek. A falakon belül a városmag egy negyede található, a többi része a tengerpart mellett áll. Campeche közponja a tengerre néző Plaza Mayor körülötte egyházi és kormányzati épületekkel. A város alaprajza sakktábla alakú, tudatos tervezés eredménye. Legfontosabb épületei a Szeplőtelen Fogantatás-katedrális, a városi színház, a levéltár és a Szent Ferenc-templom. A település a 19. században textilfesték kivitelének hasznából újabb fejlődésnek indult, ebből a korból származik városi palotáinak egy része. |                                                       |

| | Múzeum-sziget |
| Németország |               |
| Kulturális (II)(IV) |               |
| Védett terület: 8,6 ha, puffer zóna: 22,5 ha, hivatkozás: 896 |               |
| A berlini Múzeum-sziget a Spree folyó szigetének északi csücskén terül el, Berlin központjában. Történelmileg itt alakultak ki a berlini múzeumok és ma is Berlin egyik sokat látogatott nevezetessége. Az első, az Altes Museum (Régi Múzeum) 1824 és 1828 között épült meg, a Neues Museum (Új Múzeum) 1843 és 1855 között, az Alte Nationalgalerie (Régi Nemzeti Képtár) 1866 és 1876 között, a sziget csücskében álló Bode Múzeumot 1904-ben avatták fel és utolsónak készült el a Pergamonmuseum 1912 és 1930 között. Ez utóbbi szerkezetét a kiállított nagyméretű műemlékekhez (Pergamon-oltár, Istár-kapu) igazították. Az Altes Museumban állították ki a görög, a római és az etruszk eredetű műkincseket. A második világháborúban súlyosan megsérült és csak 2009-ben újranyitott Neues Museum legfőbb kincsei az egyiptomi és a régészeti gyűjtemény. A 2001-ben újranyitott Alte Nationalgalerie termeiben főleg 19. századi alkotások láthatók, a Bode Múzeumban helyezték el a szoborgyűjteményt, a bizánci gyűjteményt, középkori alkotásokat és a numizmatikai gyűjteményt. A Pergamonmuseum-ban kis-ázsiai, közel-keleti ókori tárgyak láthatók és itt kapott helyet az iszlám művészeti gyűjtemény is. |               |

| | Wartburg vára |
| Németország |               |
| Kulturális (III)(VI) |               |
| Hivatkozás: 897 |               |
| Wartburg vára a leghíresebb a Ludowinger nemesi család várai közül, egy keskeny és meredek sziklaormon emelkedik, 220 méterrel Eisenach városa felett. A várat 1080-ban említik először a források, majd Eisenach hamarosan Türingia tartományi grófság székhelye lett. A korábbi erődöt a 13. század elején alakították át várkastéllyá. A vár bejárata egy függőhidas toronykapu, ezután következnek a külső udvar házai. A második, alsó udvar fő részei az őrtorony, a palota, a lovagok fürdője, a déli kapu és egy esőgyűjtő ciszterna. A hagyomány szerint egy dalnokversenyt is rendeztek itt, ebből születhetett a 13. században egy középfelnémet költemény gyűjtemény. 1521 és 1522 között itt élt száműzetésben Luther Márton aki a várban fordította le az Újszövetséget német nyelvre. Az épületegyüttes a 19. század elejére elég romos állapotba került, helyreállítását a század második felében kezdték meg. Wartburg vára több egyszerű várnál, a német történelem egyik jelképének tekintik. |               |

| | Sukur kultúrtáj |
| Nigéria |                 |
| Kulturális (III)(V)(VI) |                 |
| Védett terület: 764,4 ha, puffer zóna: 1 178 ha, hivatkozás: 938 |                 |
| A Sukur kultúrtáj a Mandara-hegység közelében egy fennsíkon terül el a kameruni határ mellett. A térség gazdaságának alapja a Nigéria más részein is alkalmazott teraszos földművelés. A teraszok a termények előállítása mellett spirituális szerepet is betöltenek az itt lakók életében, a táj fontos elemei a szent fák, a rituális kapuk és az egyéb mágikus erejűnek tartott helyszínek mint például a vasolvasztó kohók és a kúp alakú kutak. A bonyolult közösségen belüli kapcsolatokat tükrözik a dombtetőkön kialakított temetők, valamint a kutak, amelyeket felépítményekkel és kőfalakkal védtek. Sukur híres volt a vasérc feldolgozásról is, ennek kezdetei a 17. századra nyúlnak vissza. A fennsík legmagasabb pontján áll a sukur uralkodó palotája, ami egy kör alakú szertartási épületből, magtárak romjaiból, számos szentélyből és oltárból, valamint teraszokból áll. A 120 x 100 méteres területen elhelyezkedő épületegyüttest kapukkal és fülkékkel tagolt fallal vették körül. Ez a falvak fölé magasodó épületkomplexum a helyi társadalom és kultúra megmaradt emléke. |                 |

| | Villa Adriana (Tivoli) |
| Olaszország |                        |
| Kulturális (I)(II)(III) |                        |
| Védett terület: 80 ha, puffer zóna: 500 ha, hivatkozás: 907 |                        |
| A Tivolitól hat kilométerre fekvő vidéki császári rezidenciát Hadrianus császár részére építették a 2. század első harmadában. A Földközi-tenger vidékének anyagi kultúráját ötvöző villa inkább kertvárosra, mint birtokra emlékeztet, egymáshoz lazán kapcsolódó elemekből áll. A természetes környezetébe illeszkedő épületegyüttesen a görög stíluselemeket hangsúlyozták, de felismerhetőek rajta például egyiptomi hatások is, például az egyiptomi Canopus településről elnevezett 119 méter hosszú mesterséges tó mellett álló szobormásolatokon. A villát még a császár halála után is bővítették, de egy idő múlva leálltak az építkezéssel. Később reneszánsz és barokk kori építészek tanulmányozták és még a 19-20. századi építészetre is hatással volt. A villa legfontosabb részei a Canopus, egy stadion, egy tó köré épült oszlopcsarnokos vízi színház a Teatro Marittimo, termálfürdők, egy oszlopcsarnok zöld márványból és gránitból faragott oszlopokkal, egy könyvtár, egy aréna és egy görög színház (odeon). Az egyes épületek díszítésénél nagy mennyiségű márványt használtak fel. A villa a korlátlan császári hatalmat jelképezi, a római építészet egyik fényűző és elegáns alkotása. |                        |

| | Nyugat-Kaukázus |
| Oroszország |                 |
| Természeti (IX)(X) |                 |
| Védett terület: 298 903 ha, hivatkozás: 900 |                 |
| A 2750 négyzetkilométeres helyszín Szocsitól 50 kilométerre északkeletre kezdődik. Központi része a Kaukázusi Bioszféra Rezervátum, ezen kívül a Szocsi Nemzeti Park és más kisebb természetvédelmi területek. Ez Nyugat-Ázsia legnagyobb összefüggő természetvédelmi területe, szubalpesi és alpesi növényzettel, alföldekkel, erdőkkel. A térség eddig mentes a komolyabb emberi behatásoktól nagyszámú ökoszisztémával rendelkezik és zavartalan ökológiai folyamatokkal amelyek fontos információforrások az élőlények közötti kapcsolatok tanulmányozásához. A helyszín növény- és állatvilága változatos körülbelül hatezer fajjal, köztük endemikus és veszélyeztetett élőlényekkel. Ez az európai bölény hegyi alfajának természetes élőhelye, ezen kívül néhány veszélyeztetett emlős és madárkolónia menedéke. A térség biodiverzitás szempontjából is világszinten jelentősnek számít. |                 |

| | A madeirai „Laurisilva” (babérlombú erdő) |
| Portugália |                                           |
| Természeti (IX)(X) |                                           |
| Védett terület: 15 000 ha, hivatkozás: 934 |                                           |
| A 600 és 1300 méter tengerszint feletti magasságban található madeirai babérerdők egy mára gyakorlatilag kihalt növénytársulás utolsó természetes maradványai. A szigetet eredetileg erdő borította, de a fakitermelés már a 15. században megkezdődött irtásos-égetéses módszerrel. A feltárt fosszíliák arra utalnak, hogy 40 – 15 millió évvel ezelőtt az ilyen típusú erdők elterjedtek egész Dél-Európa területén, de ma már csak az Azori-, a Kanári-szigeteken és Madeirán találhatók meg kisebb foltjaik. A madeirai erdő százötven négyzetkilométeres a sziget meredek északi partján, és védelem alatt áll a 270 négyzetkilométeres Madeirai Természetvédelmi rezervátumban. A terület fontos szerepet játszik a sziget vízháztartásában és jelentősen csökkenti a talajeróziót. Ez az erdő a legnagyobb ilyen növénytársulás, és közel 90 százaléka őserdő. Megóvásával sikerült néhány ritka faj élőhelyét megmenteni, köztük a szigeten őshonos 66 edényes növényfajét és a szintén őshonos madeirai babérgalamét. |                                           |

| | Dák erődítmények a Szászvárosi-hegységben |
| Románia |                                           |
| Kulturális (II)(III)(IV) |                                           |
| Hivatkozás: 906 |                                           |
| A dákok késő vaskori civilizációja a Kárpátok és az Al-Duna térségében virágzott. Gazdaságuk alapja a földművelés, az állattenyésztés, a halászat, a fémmegmunkálás és a kereskedelem volt. A törzsek saját gazdasági és politikai központokat alakítottak ki, amelyeket megerősítettek a támadások ellen. A helyszínez tartozó erődök az i. e. 1. és az i. sz. 1. század között épültek, és a katonai, valamint a kultikus építészet szokatlan ötvözetét alkotják. A Szászváros közelében található, jó állapotban konzerválódott épületmaradványok egy fejlett kultúráról tanúskodnak. Az erődök területén utak, teraszok, házak, szentélyek és kör alakú oltárok épültek. A Dák Királyság központját alkotó hat erődöt az i. sz. 2. században foglalták el a rómaiak. Az ásatások során Várhely dombján feltárták az egykori főváros Sarmizegetusa maradványait is. Hármas védelmi rendszere dombokra emelt erődítésekből, erődsáncokból és egyenes védfalakból állt. |                                           |

| | Segesvár történelmi központja |
| Románia |                               |
| Kulturális (III)(V) |                               |
| Védett terület: 33 ha, puffer zóna: 145 ha, hivatkozás: 902 |                               |
| A 13. században alapított Segesvár a középkori erődített városok jellegzetes példája. Erdély hét erődje közé tartozott és fontos stratégiai, valamint gazdasági szerepet töltött be Kelet-Európa peremvidékén. A forrásokban már 1280-ban említett település 1367-ben kapott városi rangot. A 19. században a város fejlődésnek indult, de ennek ellenére megőrizte középkori jellegét. Történelmi belvárosa két részre oszlik, a fellegvárra és a hegyoldalra épült alsóvárosra. Legfeltűnőbb építménye a középkori erődítmény részeként emelt 14. századi óratorony. A fellegvárat fallal vették körbe, tizennégy tornyából kilenc jelenleg is áll. A hegyen álló, gótikus stílusban épült Szent Miklós-templomot egy 176 fokból álló fatetős lépcsősoron lehet megközelíteni. Az épület homlokzatán elhelyezett szobrokon közép-európai műhelyek hatása figyelhető meg. A történelmi városközpontban mintegy százötven polgárház maradt fenn, ezeknek túlnyomó többsége a 16. és a 17. században épült. Sok háznak ma is felismerhető az eredeti elrendezése, a dongaboltozatos pince feletti földszinti üzlethelyiség és a lakószobák az első emeleten. |                               |

| | Máramaros fatemplomai: Barcánfalva, Budfalva, Desze, Jód, Nyárfás, Sajómező, Rogoz, Dióshalom |
| Románia |                                                                                               |
| Kulturális (IV) |                                                                                               |
| Hivatkozás: 904 |                                                                                               |
| A 17. és a 18. században épített nyolc fatemplom az ortodox építészeti hagyományokat ötvözi a gótikus stílus elemeivel és Észak-Románia jellegzetes egyházi építészetét képviseli. Csak az épületek alapja kő, többi része fából készült, ami azért van, mert a magyar korona megtiltotta, hogy Erdély területén kőből készült ortodox templomokat emeljenek. Az épületek jellegzetessége a magasba nyúló sudár gerendaszerkezet, a keskeny hajók és a kettős zsindelyezés a nyugati oldalon magasodó harangtoronnyal. A belső tereket fára festett élénk színű festményekkel díszítették, amelyek újtestamentumi témákat ábrázolnak, vagy a szentek életéből mutatnak be jeleneteket. Az oszlopokat és a gerendákat faragásokkal borították. A helyszínhez a következő nyolc templom tartozik: Barcánfalva – Szűz Mária Bemutatásának temploma, Budfalva – alsó Szent Miklós-templom, Desze – Szent Vigasztaló temploma, Jód – Szűz Mária Születésének temploma, Nyárfás – Szent Arkangyalok temploma, Sajómező – Vigasztaló Szentlélek temploma, Rogoz – Szent Arkangyalok temploma, Dióshalom – Szent Arkangyalok temploma. |                                                                                               |

| | Brimstone Hill Fortress Nemzeti Park |
| Saint Kitts és Nevis |                                      |
| Kulturális (III)(IV) |                                      |
| Védett terület: 15,37 ha, hivatkozás: 910 |                                      |
| A 17-18. században épített, 16 hektáron elterülő hegyi erőd a brit katonai építészet egyik legjobb állapotban fennmaradt példája a karibi térségben. Az épület a Brimstone Hill Fortress Nemzeti Parkban található és a brit „sokszög alaprajzú védelmi rendszerek” egyik legkorábbi, egyedülálló darabja. Az erődítmény afrikai rabszolgák munkájával több mint száz évig épült hogy megvédje a környéket az állandó kalóztámadásoktól és a vetélytárs hatalmaktól. Miután elkészült ezer katona befogadására volt alkalmas. Pénzügyi megszorítások miatt a 19. század közepén kiürítették és a sorsára hagyták. A romos állapotba került épületegyüttest azóta felújították. Legfontosabb részei a György-erőd és a Walesi herceg bástya, amelyek vulkáni eredetű kőből készült falai időnként elérik a 2,5 méteres vastagságot. A bejáratnál helyezkedik el a Barrier sáncerőd, utána következik az északnyugati erőd a fegyverraktár bástyájával és a hozzá csatlakozó vízgyűjtő rendszerrel. Az épületkomplexum része még egy kórház, több lőszerraktár, valamint a tisztek szálláshelye. |                                      |

| | Ibiza élővilága és kultúrája |
| Spanyolország |                              |
| Vegyes (II)(III)(IV)(IX)(X) |                              |
| Védett terület: 9 020,3 ha, puffer zóna: 7 567,6 ha, hivatkozás: 417 |                              |
| A világörökségi helyszín természeti része a neptunfűnek nevezett Posidonia-nemzetséghez tartozó tengeri növényfajok telepeiből áll, amelyek a helyi ökoszisztémák alapját jelentik és számos faj táplálékául szolgálnak. Az egyre inkább veszélyeztetett fűtelepeken évente körülbelül ugyanannyi biomassza keletkezik egységnyi területen mint egy trópusi esőerdőben. Kulturális része a sziget hosszú történelmének megmaradt emlékei és régészeti lelőhelyei. Már az i. e. 2. évezredre datálható emlékek is ismertek. Az i. e. 8-7. században virágzott Sa Caleta föníciai települése, Puig des Molins szintén föníciai nekropoliszának maradványai egy évszázaddal későbbiek. A föníciai-karthágói uralom idején a terület jelentős központ volt és aktívan részt vett a kereskedelemben. Ibiza felsővárosa (a jelenlegi óváros) is föníciai alapítású és azóta folyamatosan is lakott terület. Később, a 13. században épült meg a vár, a gótikus katedrális és a városfal. A reneszánsz idején a felsővárat megerősítették, ez a kor katonai építészetének egyik jelentős vállalkozása volt. |                              |

| | San Cristóbal de La Laguna (Kanári-szigetek, Tenerife) |
| Spanyolország |                                                        |
| Kulturális (II)(IV) |                                                        |
| Védett terület: 60,38 ha, puffer zóna: 23,71 ha, hivatkozás: 929 |                                                        |
| A települést 1497-ben alapították Tenerife szigetén egy azóta már lecsapolt lagúna mellett. A már 1510 körül városias jelleget öltő településnek két központja épült ki, a spontán formát öltő Felsőváros, és a tervezett Alsóváros. Ez utóbbi az első erődítmény nélküli spanyol gyarmatváros. Városképére jellemzőek a tágas köztereket összekötő széles főutak és a nagyméretű középítmények. Az évszázadok során egy templommal és egy egyetemmel is gazdagodott. Legrégebbi temploma a 16. század első évtizedében épült gótikus stílusban. A hely hamar népszerű lett és szerzetesközösségek valamint felsőbb osztálybeliek is költöztek ide. A 16. század első harmadában egy vízvezetékrendszert is kiépítettek. Az első egyetemi épület 1744-ben készült el a Szentlélek-kolostor területén. 1818-ban püspöki székhely lett, főtemplomát székesegyházzá nyilvánították. A 16-18. századból számos magánház is fennmaradt. A település sokáig modellje volt az amerikai kontinens spanyol gyarmatvárosainak. |                                                        |

| | Az „ősi Merv” helytörténeti és kultúrpark |
| Türkmenisztán |                                           |
| Kulturális (II)(III) |                                           |
| Védett terület: 353,24 ha, puffer zóna: 883,3 ha, hivatkozás: 886 |                                           |
| Merv, Türkmenisztán legfontosabb emlékhelye egy oázisváros a Kara-kum sivatagban. A nagy kiterjedésű oázis települései négy évezreden át hatottak a közép-ázsiai és az iráni régió fejlődésére. Az Akhaimenida Birodalom idejében a Margiana nevű tartomány székhelye volt. Az arab uralom alatt a selyemút egyik fontos kereskedelmi csomópontjává vált, majd az iszlám terjeszkedés egyik bázisa lett. Később az Abbászida Kalifátus uralma alá került, és már ekkor fontos tudásközpont volt, ami tömegével vonzotta az iszlám világ filozófusait. Amikor a 12. században szeldzsukok elfoglalták korának egyik legjelentősebb településévé fejlődött. Híres volt könyvtáráról és komoly hatást gyakorolt kora építészetére, díszítőművészetére, kulturális és tudományos fejlődésére. 1221-ben a mongolok elfoglalták és lerombolták. Merv a legjobb állapotban megmaradt oázisváros a Selyemút mentén. Legfontosabb épületei közé tartozik a 12. századból megmaradt Szandzsár-mauzóleum, a Kiz-kala vár néhány falmaradványa, a város közepén álló mecset és vízgyűjtője, egy buddhista sztúpa és templom, az úgynevezett Oázis-ház a város északnyugati negyedében, valamint a fellegvár és a város 15. századi falai. |                                           |

| | Hoi An ősi városa |
| Vietnám |                   |
| Kulturális (II)(V) |                   |
| Védett terület: 30 ha, puffer zóna: 280 ha, hivatkozás: 948 |                   |
| Hoi An 1535-lett a régió első portugál kereskedelmi állomása, és hamarosan fontos központtá fejlődött kínai, japán és európai városrészekkel. Épületei és városszerkezete a település történetét alakító hazai és külföldi hatásokról árulkodik. A városban főleg lakkal, gyöngyházzal és porcelánnal kereskedtek. Hanyatlását más kikötővárosok felemelkedése és kikötőjének eliszaposodása okozta. A 17. század végi polgárháború után még meg tudta őrizni befolyását, de a 18. századi Tay Son felkelésben súlyos károkat szenvedett és a 19. századra hanyatlásnak indult. Ennek köszönhetően őrizte meg eredeti városképét, szűk sikátorait, egyházi épületeit, pagodákat, templomokat és gyülekezeti házakat. Négyszögletes alaprajzú pagodáinak egy részét még a 17 – 18. században alapították. A szűk sikátorok mellett álló épületek jelentős része a 19. és a 20. század meghatározó stílusait képviselik, az óváros jellegzetes hangulata a 19. század végi francia gyarmati épületeknek köszönhető. |                   |

| | Mỹ Sơn szentély |
| Vietnám |                 |
| Kulturális (II)(III) |                 |
| Védett terület: 142 ha, puffer zóna: 920 ha, hivatkozás: 949 |                 |
| A 4. és a 13. század között Vietnám partvidékén egyedülálló civilizáció fejlődött ki, ez volt a Csampa Királyság. A birodalom története a 2. század végére, a kínai Han-dinasztia összeomlásának idejére nyúlik vissza. Eredetileg négy, később két állam alkotta, ezek a 4. századtól indultak fejlődésnek az indiai hinduizmus hatása alatt. A fejlődést állandó harcok hátráltatták, majd miután a kínaiak elfoglalták fővárosukat a birodalom összeomlott. Mỹ Sơn romokban álló fennmaradt épületegyüttese volt a csampák vallási és kulturális központja. Elsősorban Siva istent tisztelték, a romváros hetven épülete, templomai, szentélyei, tornyai az indiai szubkontinensről érkező építészeti hatásokat tükrözik. A felfelé keskenyedő templomtornyok négyzetes alapon nyugszanak, külső részeiket frízek és istenszobrok díszítik. Ez az egyedülálló kulturális örökség a mai Vietnámban már csak egy kisebbséget alkotó csampa nép legfontosabb történelmi emléke. |                 |